# LM317

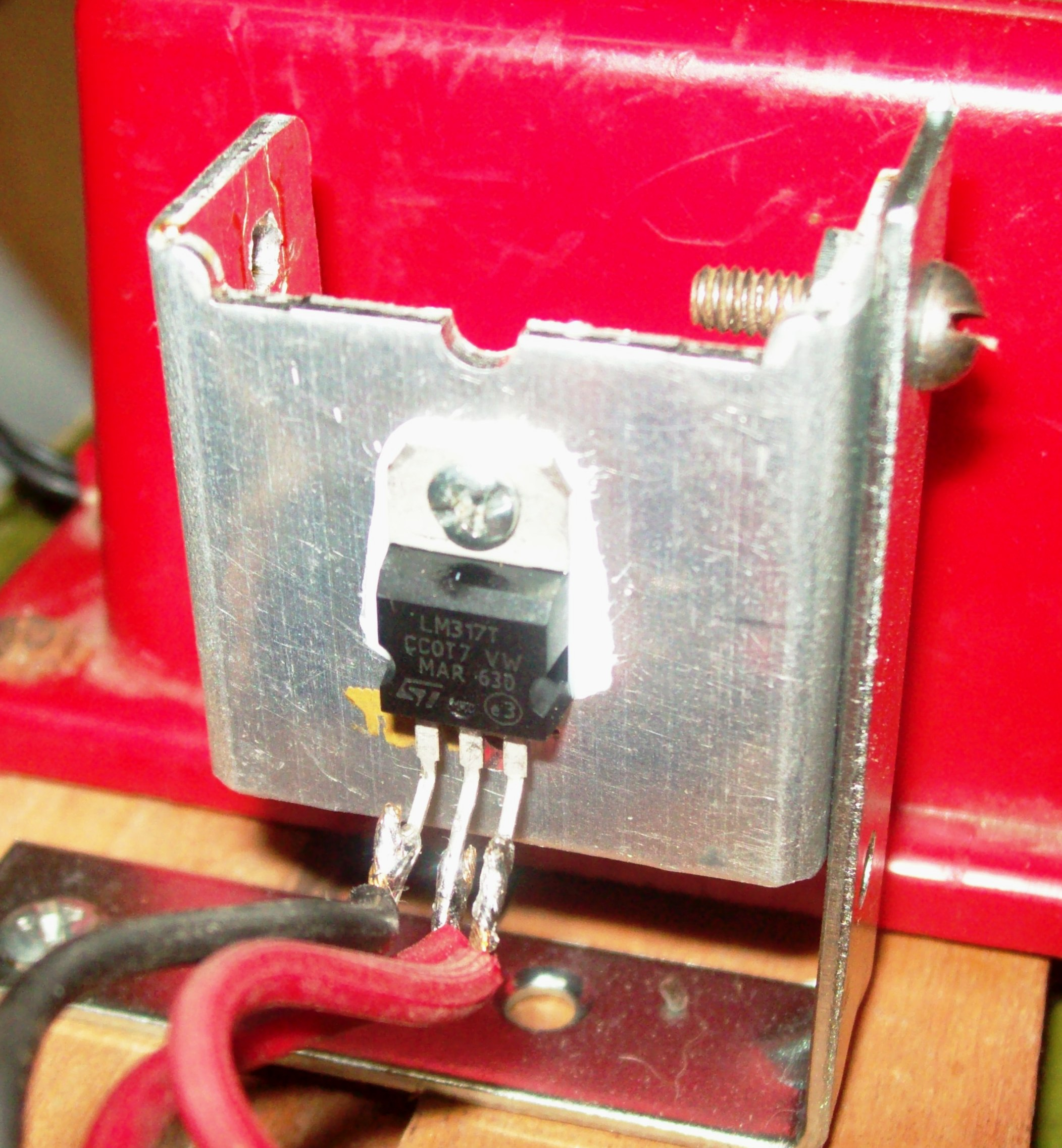
Spannungsregler LM317 im TO-220-Gehäuse, montiert auf einem Kühlkörper

Der LM317 ist ein integrierter linearer Längsregler, der 1976 von Robert Dobkin bei National Semiconductor entwickelt wurde. Er war einer der ersten kommerziell erfolgreichen Längsregler für positive Versorgungsspannungen im Bereich elektronischer Schaltungen. Aufgrund der langen Verfügbarkeit am Markt von über 40 Jahren und der weiten Verbreitung zählt er zu den bekanntesten linearen Gleichspannungsreglern. Im Gegensatz zu den seit 1969 verfügbaren und in der Ausgangsspannung fest eingestellten Linearreglern wie dem LM109 kann der LM317 durch zwei externe Widerstände in der Ausgangsspannung verändert werden.
Der für negative Versorgungsspannungen ausgelegte, einstellbare lineare Gleichspannungsregler LM337 ist komplementär zum LM317, ähnlich aufgebaut und wurde in den 1970er Jahren von Robert Allen Pease, ebenfalls bei National Semiconductor, entwickelt.

## Aufbau
Die ersten LM317 und LM337 wurden mit Bipolartransistoren mit einer Strukturgröße von 7 µm realisiert. Sie verfügen über drei Anschlüsse: je einen für die Eingangsspannung und die Ausgangsspannung, und der dritte Anschluss dient zur Einstellung der geregelten Ausgangsspannung. Diese kann zwischen 1,25 V und 37 V bei maximaler Eingangsspannung durch zwei externe Widerstände in Form eines Spannungsteilers gewählt werden. Der maximal vom Längsregler lieferbare Gleichstrom richtet sich nach der thermischen Belastbarkeit, die unter anderem durch das verwendete Chipgehäuse bestimmt wird. In größeren Metallgehäusen wie dem TO-3 kann ein Ausgangsstrom von 1,5 A erreicht werden.
Zur Stabilisierung der Ausgangsspannung wird intern eine Bandabstandsreferenz eingesetzt, welche 1971 von Robert Widlar bei National Semiconductor entwickelt wurde. Damit kann die Ausgangsspannung auch bei unterschiedlichen Lastverhältnissen und unterschiedlichen Betriebstemperaturen in einem engen Toleranzbereich gehalten werden.

## Vergleich zu Festspannungsreglern
Im Vergleich mit Festspannungsreglern wie den Reglerserien LM78XX für positive Spannungen und LM79XX für negative Spannungen – XX stehen für die fest eingestellte Ausgangsspannung wie beispielsweise LM7805 mit 5 V – weisen der LM317 und LM337 einen von der Eingangsspannung und Laststrom weitgehend unabhängigen Querstrom an seinem Stelleingang auf. Bei Festspannungsreglern ist der Querstrom stärker von der Höhe der Eingangsspannung abhängig, womit deren dritter Referenzpin fest mit Massepotential verbunden sein soll und nicht zur Einstellung der Ausgangsspannung zur Verfügung steht.